# Supari
Supar (literalmente: "Asesinato por contrato"), titulado Supari - Your Time Starts Now en el Reino Unido, es una película de acción en hindi india de 2003 dirigida y producida por Padam Kumar. La película está protagonizada por Uday Chopra, Rahul Dev, Nandita Das, Purab Kohli, Nauheed Cyrusi e Irrfan Khan. La historia se desarrolla en el inframundo de Bombai y sigue a cuatro amigos que se convierten en asesinos a sueldo después de perder una apuesta con una figura del inframundo.
Estrenada en cines el 20 de junio de 2003, también fue la primera película en hindi que luego se distribuyó en línea a través de Kazaa. Aunque la película no tuvo éxito comercial, las actuaciones fueron elogiadas.

## Trama
Aryan Pandit vive un estilo de vida de clase media con su familia en Nashik, India, donde toda la familia depende de las ganancias de su padre vendedor. Se muda al St. Andrews College de Bombai con grandes sueños de ser rico y conducir un Ferrari rojo. Se hace amigo de otros tres jóvenes de clase media: Papad, Mushy y Chicken. Pide dinero prestado a Matka Rajan, lo apuesta, lo pierde todo y no puede devolverlo. Como resultado, Rajan lo acosa con sus matones.
Aryan acude a un hombre llamado Baba en busca de ayuda, quien a su vez lo lleva a Mamta Sekhari. Sekhari se ofrece a contratarlo como asesino a sueldo y acepta pagarle 20.000 rupias por cada asesinato, para que pueda pagar su préstamo de juego. Aryan acepta a regañadientes, Baba lo entrena para disparar un arma y mata a su primer objetivo, siendo este el propio Rajan. Les cuenta a sus amigos sobre su buena fortuna y unen fuerzas con él. En todos los contratos de asesinato se les proporciona una fotografía, la ubicación y se les indica que miren la foto solo 15 minutos antes de matar a la persona. De esta manera, los amigos disfrutan de su nueva riqueza. Cuando la novia parsi de Aryan, Dilnawaaz, se entera, quiere que renuncie. El lo hace, pero sus amigos se niegan a abandonar este dinero fácil y esta vida lujosa. Poco después, el trío recibe un contrato; antes del asesinato miran la fotografía, desubriendo que se trata de Aryan. El trío sabe que es demasiado tarde para retirarse de este 'supari' (asesinato por encargo). Pronto, los eventos toman un giro peor cuando uno por uno es asesinado. Chicken se suicida y se produce un tiroteo en el que Papad y Mushy mueren con los hombres de Sekhari. Aryan pone fin a todo al matar a Mamta Sekhari y Baba de una vez por todas.

## Elenco
- Uday Chopra como Ario Pandit
- Rahul Dev como Papad
- Nandita Das como Mamta Shekari
- Purab Kohli como Pollo
- Nauheed Cyrusi como Dilnaswaaz 'Dillu'
- Irrfan Khan como Baba
- Akashdeep Saigal como Mushy

## Banda sonora
La música fue compuesta por Vishal-Shekhar, con letras escritas por Vishal Dadlani y Javed Akhtar.
| N.º | Título           | Duración |  |
| 1.  | «Tere Ishq Mein» | 4:07     |  |
| 2.  | «Chand Chahiye»  | 5:26     |  |
| 3.  | «Chhaha»         | 4:58     |  |
| 4.  | «Bombay Bagiyan» | 4:41     |  |
| 5.  | «Bombay Town»    | 5:08     |  |
| 6.  | «Ek Saans»       | 3:24     |  |

## Recepción
Supari recibió críticas generalmente mixtas de los críticos. Shahid Khan de Planet Bollywood le dio a la película una calificación de 7/10 y elogió la dirección, la edición y las actuaciones, especialmente la de Nandita Das, mientras criticaba la actuación de Chopra en algunas escenas, la partitura de fondo y el final. Mithun Verma de Fullhyd.com también otorgó un 7/10, elogiando las caracterizaciones, las actuaciones y las secuencias de disparos, mientras criticaba las actuaciones de Chopra y Das, y la edición. Por otro lado, Taran Adarsh de Bollywood Hungama le dio a la película una calificación de 1/5, sintiendo que el guion y las caracterizaciones eran "defectuosas" y encontró que las secuencias de acción eran normales. Sin embargo, elogió los diálogos, las canciones y las interpretaciones. Jitesh Pillai de The Times of India también le otorgó una calificación de 1/5 y criticó las actuaciones, el diálogo y la sobreabundancia de personajes, al mismo tiempo que elogió la actuación de Dev y la cinematografía. Saibal Chatterjee de Hindustan Times también le dio 1 estrella y sintió que Chopra estaba "terriblemente mal elegido" para el papel de héroe de acción.

## Taquilla
Supari abrió con ₹ 0,45 millones de rupias el primer día de lanzamiento. Recaudó ₹ 1,25 millones de rupias en su primer fin de semana y ₹ 1,85 millones de rupias en su primera semana. Las recaudaciones finales de la película ascendieron a ₹ 2,65 millones de rupias. Fue uno de los mayores fracasos comerciales de 2003.